# 왕세자비
왕세자비(王世子妃)는 옛날 한국, 중국, 베트남, 류큐국의 여성 칭호이며, 왕세자의 정실을 이르는 말이다.

## 개요
한국, 베트남의 친왕(親王) 또는 군왕(郡王)의 세자의 정실 칭호였다. 왕세자가 즉위하면 세자비는 왕비가 되었고 고려 후기, 조선 때 차기 왕위 계승자를 고려에서는 왕태자 또는 태자라 불렀으나, 원 간섭기 때 왕세자로 낮추어 불리게 되며 왕태자비를 왕세자비로 조선 때에는 다시 왕세자비를 왕세자빈으로 강등되어 사용되었다.

## 목록

### 대만(타이완)
| 배우자    | 칭호          |
| --------- | ------------- |
| 국왕 정경 | 조문왕비 당씨 |
| 감국세자  | 세자비 진씨   |

## 같이 보기
- 왕세자빈
- 황태자비